# Liszt Ferenc Konferencia- és Kulturális Központ

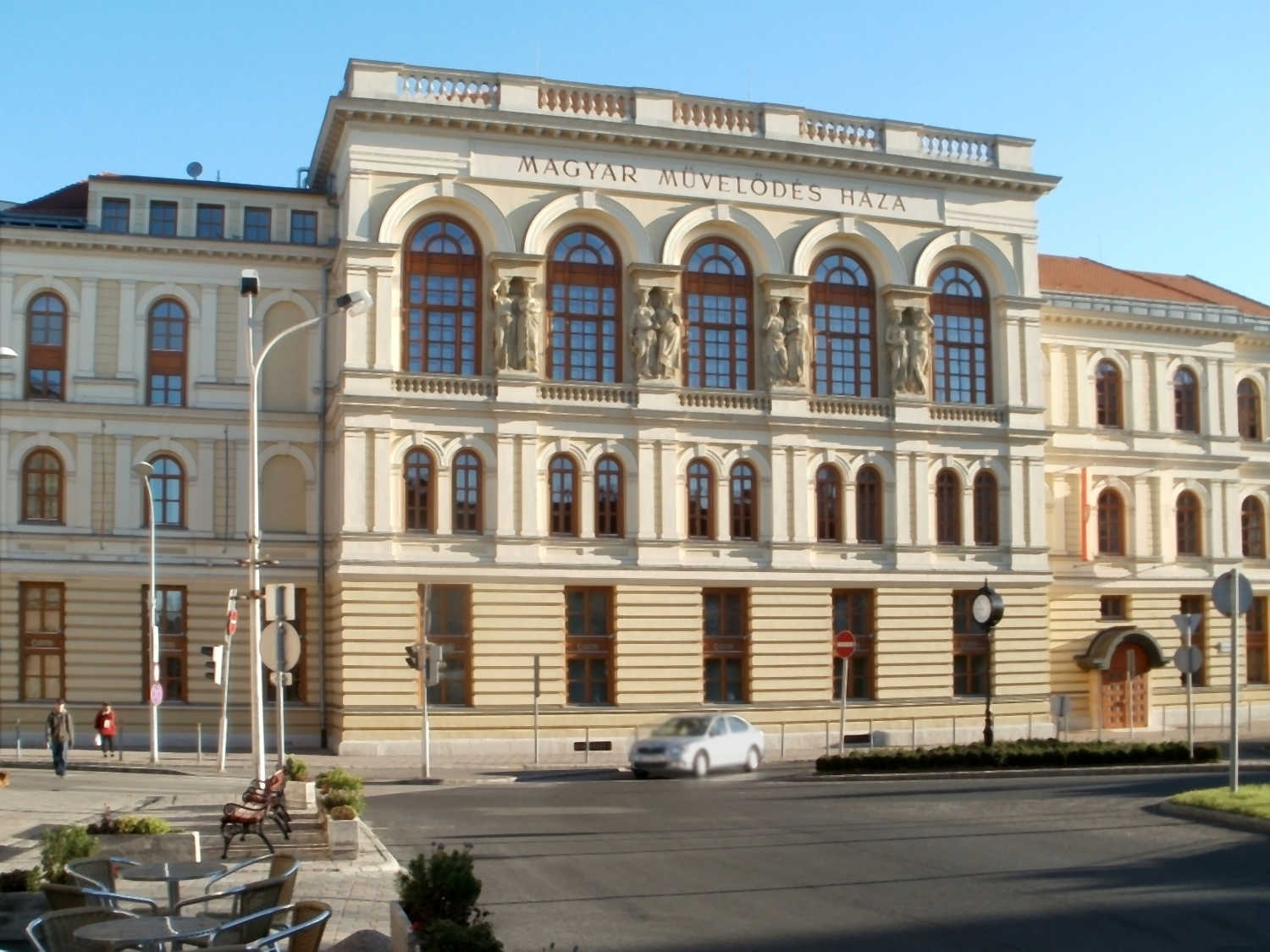
Liszt Ferenc Konferencia és Kulturális Központ

A Liszt Ferenc Konferencia és Kulturális Központ Sopron kulturális életének központja.
Jelen formájában 2002 ősze óta várja a látogatókat.

## Története
Az eklektikus stílusú épületet 1873-ban adták át.
Az egykori soproni kaszinó bejárati csarnokát 1963-ban Perczel Dénes tervei alapján átalakították. A neoreneszánsz épület keleti homlokzata elé íves alaprajzú, alumíniumlemezzel burkolt bejárati csarnok került.

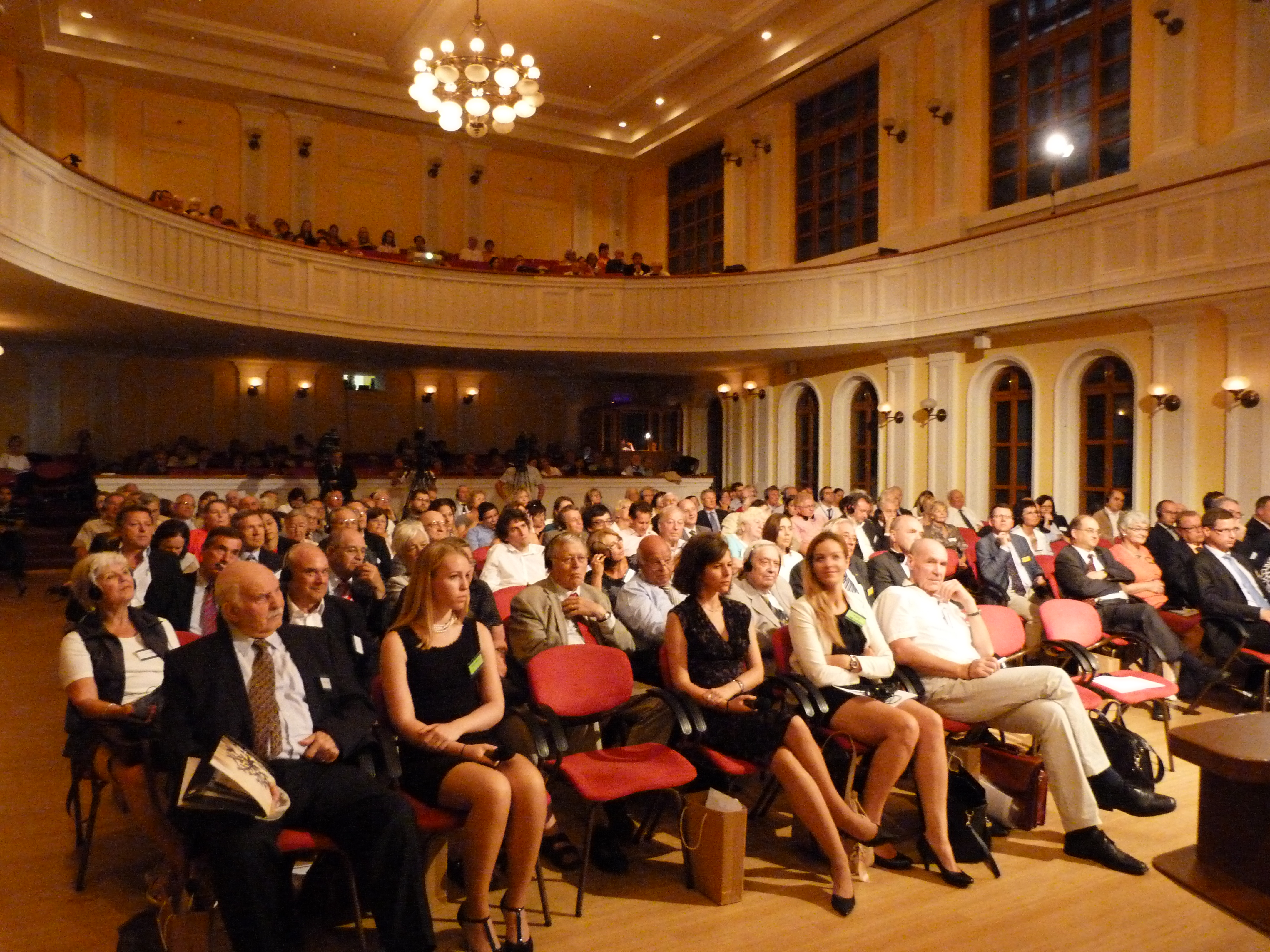
Kapu a szabad Európa felé - Konferencia a 25. Páneurópai Piknik tiszteletére

Az egykori városi kaszinó nemcsak a konferencia központnak ad otthont, de itt található a Magyar Művelődés Háza is. Az épületben olyan jelentős művészek adtak koncerteket, mint  Goldmark Károly, Liszt Ferenc vagy Bartók Béla.

## Termei
- Széchenyi-terem (befogadóképessége: 600 fő).
- Liszt-terem (befogadóképessége: 450 fő)
- Petőfi-terem (befogadóképessége: 250 fő)
- továbbá 5 kisebb terem (befogadóképességük: 40 fő/terem)